# Fara u svatého Václava na Smíchově
Fara u svatého Václava na Smíchově v Praze 5 stojí východně od kostela na Náměstí 14. října. Je chráněna jako nemovitá kulturní památka České republiky.

## Historie
Fara byla postavena v roce 1889 podle návrhu architekta Antonína Viktora Barvitiuse společně s kostelem svatého Václava.
Pro zanedbaný stav jí hrozila demolice. Při celkové rekonstrukci v letech 2001–2003 byla těsně spojena s novostavbou nazvanou Portheimka Center.

## Popis
Původně volně stojící budova je nárožní, dvoupatrová, postavená na půdorysu písmene „L“. Nad bosovaným přízemím probíhá omítaný parapetní pás a nad ním režné zdivo s omítanými šambránami, nárožím a římsou. Přízemí a podesty mají zrcadlové klenby. Schodiště je půlkruhové s původním litinovým zábradlím. Na podestách se dochovaly původní teracové podlahy.
Při rekonstrukci byla obnovena fasáda a výtvarná výzdoba interiérů. Okna a dveře byly nahrazeny replikami. Dům byl na východě i jihu doplněn novostavbou a opatřen půdní vestavbou.

## Další informace
Dostavba byla oceněna v roce 2003 Klubem za starou Prahu jako nejlepší novostavba v historickém prostředí.